# Tomonobu Itagaki
Tomonobu Itagaki és un dissenyador de videojocs japonès, antic cap del Team Ninja, un dels equips de desenvolupament intern de Tecmo. Conegut per la feina sobre les sagues de videojocs Dead or Alive i Ninja Gaiden.